# Adolphe Burggraeve
Adolphe Burggraeve, né le 8 octobre 1806 à Gand et décédé le 10 janvier 1902, chirurgien et professeur de médecine à l'université de Gand en Belgique, est l'inventeur de la médecine dosimétrique qui connut un vif succès à la fin du XIXe siècle puis, à la différence de l'homéopathie de Samuel Hahnemann, tomba peu à peu dans l'oubli, laissant cependant quelques traces dans l'histoire d'entreprises pharmaceutiques telle dans la société américaine Abbott fondée en 1888 par le Docteur Wallace C. Abbott, laquelle démarra son activité par le 

« développement d'une nouvelle forme galénique – les « granulés dosimétriques » – pour les alcaloïdes actifs. »

Certains aspects de cette médecine sont d'ailleurs encore pratiqués.
On doit aussi à Burggraeve la conception et la promotion d'un modèle de cité ouvrière visant à l'amélioration des conditions de logement des travailleurs de sa ville.

## Œuvre
Parmi les nombreux ouvrages d'Adolphe Burggraeve en partie réimprimé récemment :
Ouvrages divers
- Études sur André Vésale, précédées d'une notice historique sur sa vie et ses écrits, Gand, Annoot-Braekman, 1841
- Histologie ou Anatomie de texture, Gand, Annoot-Braekman, 1843
- Anatomie de texture ou Histologie, appliquée à la physiologie et à la pathologie, Gand, Annoot-Braekman, 1845
- Tableaux synoptiques de clinique chirurgicale avec des histoires de maladies, Gand, Hebbelynck, 1850
- Le génie de la chirurgie considéré sous le rapport des pansements, des opérations…, Gand, Annoot-Braekman, 1853
- Le vaccin vengé, Gand, Hoste, 1855
- Le choléra indien considéré sous le rapport hygiénique, médical et économique, Hoste, 1855
- Chirurgie théorique et pratique, Gand, Carel, 1859
- Études sur André Vésale, avec l'histoire de l'anatomie, avant et après cet anatomiste, Bruxelles et Leipzig, Lacroix, 1862
- Le livre de tout le monde sur la santé : notions de physiologie et d'hygiène, Didier, 1863
- Amélioration de la vie domestique de la classe ouvrière, De Busscher, 1864
- Études médico-philosophiques sur Joseph Guislain, Bruxelles, Lesigne, 1867
- L'Art de prolonger la vie, Paris, Georges Carré éd., 1890, 276 p.[4]
- Etudes sociales, Paris, Georges Carré éd., 1890, 418 p.[5]

Médecine dosimétrique
- Répertoire de Médecine Dosimétrique. Paris, Au Dépôt Général des Médicaments Dosimétriques Charles Chanteaud, Pharmacien, 1872
- Manuel pratique de médecine dosimétrique, 1873, rééd. Hachette Livre/BNF, 2013, 386 p.  (ISBN 978-2-0129-7463-0)
- La longévité humaine et moyens naturels d'y arriver, Chateaud, 1877
- Manuel de pharmacodynamie dosimétrique, Chateaud, 1877
- Nouveau guide pratique de médecine dosimétrique, Paris, Institut dosimétrique, 1880 (6e édition)
- Études sur Hippocrate au point de vue de la méthode dosimétrique, Chanteaud, 1881
- The new handbook of dosimetric therapeutics or The treatment of diseases, 1884
- Hygiène thérapeutique des pays torrides fondée sur la médecine dosimétrique,  Bruxelles, Office de publicité, 1887
  - réimprimé par Forgotten Books, 2018
- Manuel de la fièvre et de son traitement dosimétrique, 1888
- Le dossier du Docteur Koch et la médecine dosimétrique, Chanteaud, 1891
- Agenda de médecine dosimétrique pour 1892, Carré, 1892
- Nouvel organon ou instrument de médecine dosimétrique fondé sur les faits cliniques consignés dans le répertoire universel de médecine dosimétrique, 1894
- Le Choléra Indien, 1892
  - réimprimé par Forgotten Books, 2018
- Guide pratique de médecine dosimétrique, 1895, 330 p.[6]
  - réimprimé par Hachette Livre BNF, 2016